# Communauté de communes Marche Occitane - Val d'Anglin
La communauté de communes Marche Occitane - Val d'Anglin est une communauté de communes française, située dans le département de l'Indre, en région Centre-Val de Loire.

## Nom
Son nom lui vient de son appartenance à deux entités culturelles et géographiques.
La communauté de communes est, bien que dans le département de l'Indre, rattachée historiquement à l'ancien comté de la Marche.
Cette zone du nord de la Marche forme également la pointe septentrionale de l'aire linguistique de la langue occitane, elle est donc la porte d'entrée des pays occitans.

## Historique
- 1er janvier 2013[2] : création de la communauté de communes, à la suite de la mise en place du schéma départemental de coopération intercommunale. La communauté de communes est née de la fusion des communautés de communes de la Marche occitane et du Val d'Anglin.

## Territoire communautaire

### Géographie
La communauté de communes se trouve dans le sud-ouest du département et dispose d'une superficie de 507,80 km2.
Elle s'étend sur 17, communes du canton de Saint-Gaultier.

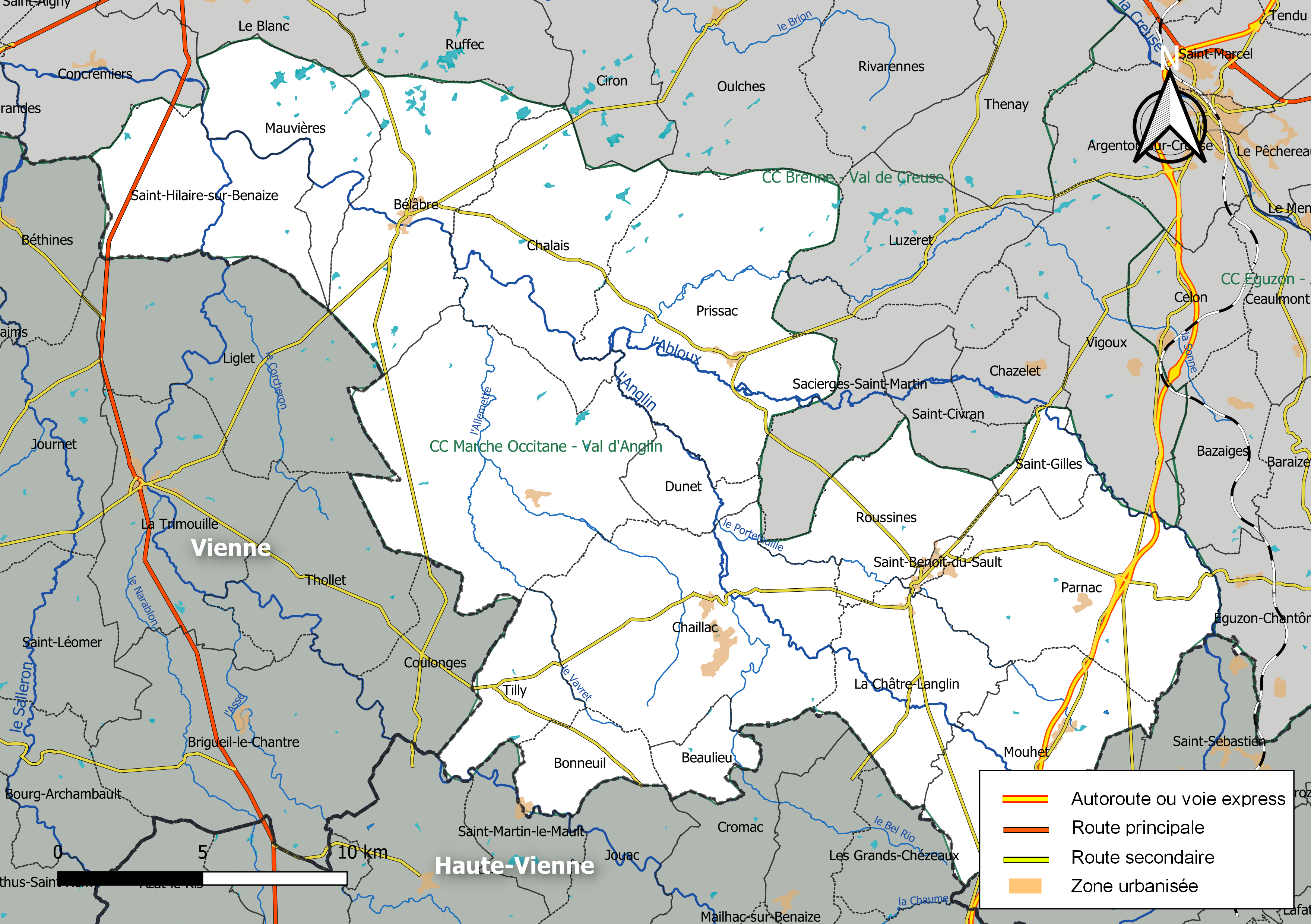
Carte de la communauté de communes Marche Occitane - Val d'Anglin au 1er janvier 2019.

### Composition

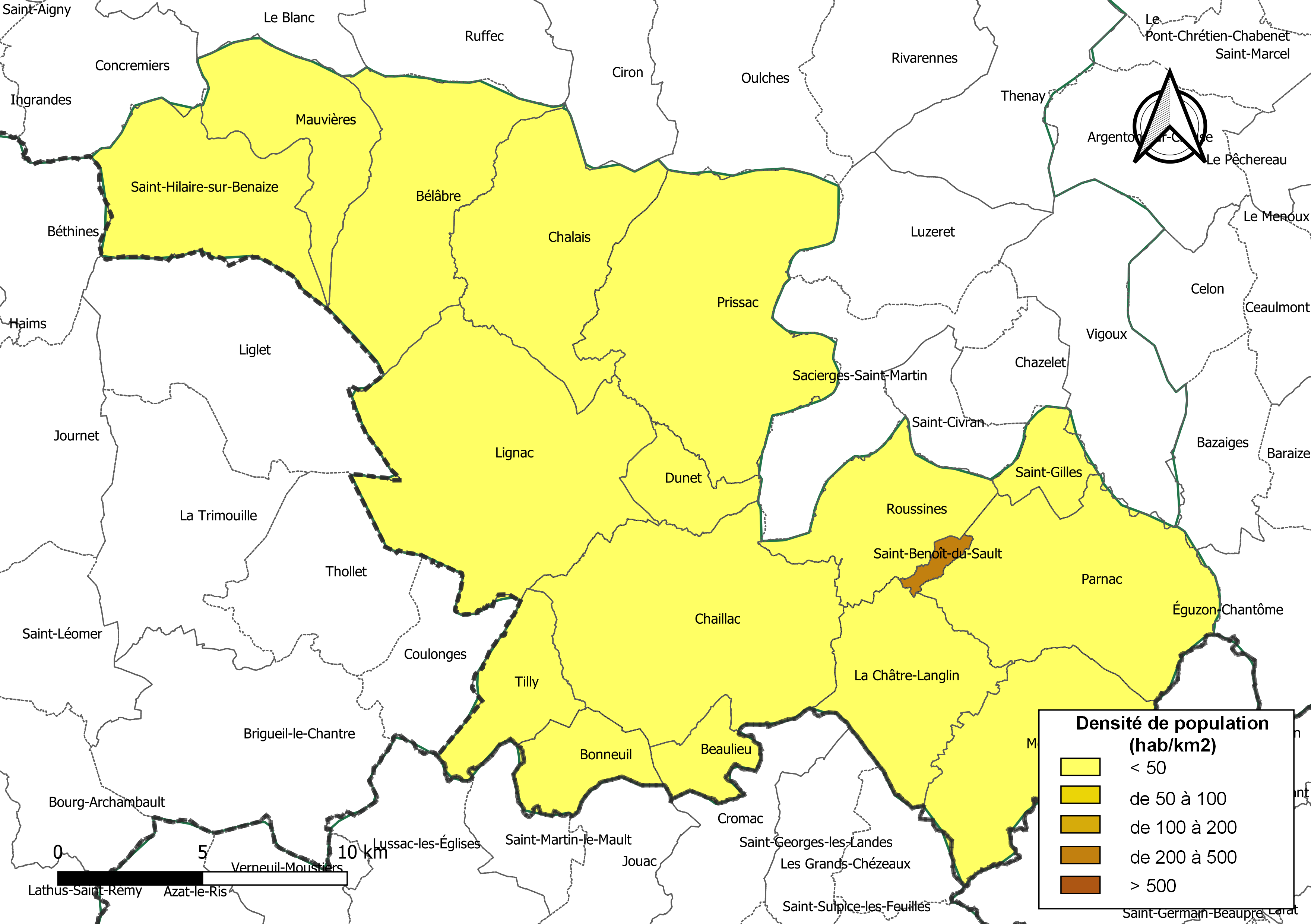
Carte des densités de population (millésimée 2016) des communes de la communauté de communes Marche Occitane - Val d'Anglin. Composition en communes au 1er janvier 2019.

La communauté de communes est composée des 17 communes suivantes :

| Nom                       | Code Insee | Gentilé               | Superficie (km2) | Population (dernière pop. légale) | Densité (hab./km2) |
| ------------------------- | ---------- | --------------------- | ---------------- | --------------------------------- | ------------------ |
| Prissac (siège)           | 36168      | Prissacois            | 62,83            | 577 (2022)                        | 9,2                |
| Beaulieu                  | 36015      | Bellilociens          | 7,48             | 51 (2022)                         | 6,8                |
| Bélâbre                   | 36016      | Bélabrais             | 40,14            | 926 (2022)                        | 23                 |
| Bonneuil                  | 36020      |                       | 11,41            | 75 (2022)                         | 6,6                |
| Chaillac                  | 36035      | Chaillacois           | 59,79            | 1 031 (2022)                      | 17                 |
| Chalais                   | 36036      |                       | 39,65            | 151 (2022)                        | 3,8                |
| La Châtre-Langlin         | 36047      | Castrovicecontamliens | 27,4             | 503 (2022)                        | 18                 |
| Dunet                     | 36067      |                       | 9,24             | 103 (2022)                        | 11                 |
| Lignac                    | 36094      | Lignacois             | 67,03            | 459 (2022)                        | 6,8                |
| Mauvières                 | 36114      | Mauvisiens            | 23,94            | 307 (2022)                        | 13                 |
| Mouhet                    | 36134      | Mouhetins             | 32,26            | 411 (2022)                        | 13                 |
| Parnac                    | 36150      | Parnacois             | 46,75            | 511 (2022)                        | 11                 |
| Roussines                 | 36174      | Roussins              | 22,98            | 358 (2022)                        | 16                 |
| Saint-Benoît-du-Sault     | 36182      | Bénédictins           | 1,8              | 510 (2022)                        | 283                |
| Saint-Gilles              | 36196      | Saint-Gillois         | 7,68             | 92 (2022)                         | 12                 |
| Saint-Hilaire-sur-Benaize | 36197      |                       | 32,61            | 314 (2022)                        | 9,6                |
| Tilly                     | 36223      | Tillotins             | 14,77            | 138 (2022)                        | 9,3                |

### Démographie
| 2010  | 2012  | 2017  | - | - |
| ----- | ----- | ----- | - | - |
| 6 897 | 7 333 | 6 767 | - | - |

## Administration

### Siège
Le siège de la communauté de communes est à Lignac, 2 place Saint-Christophe,.

### Les élus
La communauté de communes est gérée par un conseil communautaire composé de 32 membres représentant chacune des communes membres et élus pour une durée de six ans.
Ils sont répartis comme suit :
| Nombre de délégués | Communes                                                                                                 |
| ------------------ | --- |
| 1                  | Beaulieu, Bonneuil, Chalais, Dunet, Mauvières, Roussines, Saint-Hilaire-sur-Benaize, Saint-Gilles, Tilly |
| 2                  | La Châtre-Langlin, Lignac, Mouhet, Parnac, Prissac, Saint-Benoît-du-Sault                                |
| 3                  | Bélâbre                                                                                                  |
| 4                  | Chaillac                                                                                                 |

### Présidence
| Période | Période  | Identité         | Étiquette | Qualité            |
| ------- | -------- | ---------------- | --------- | ------------------ |
| 2013    | 2020     | Philippe Gourlay | PS        | Maire de Roussines |
| 2020    | En cours | Mathieu Moreaux  |           | Maire de Chaillac  |

### Compétences
L'intercommunalité exerce les compétences qui lui ont été transférées par les communes membres, dans les conditions fixées par le code général des collectivités territoriales, comme :
- la collecte des déchets des ménages et déchets assimilés ;
- le traitement des déchets des ménages et déchets assimilés ;
- la création, suppressions extension, translation des cimetières et sites funéraires ;
- le CIAS ;
- les actions de soutien à l'enseignement supérieur ;
- les activités sportives ;
- le schéma de cohérence territoriale (SCOT) ;
- le schéma de secteur ;
- les plans locaux d’urbanisme ;
- la constitution de réserves foncières ;
- l'organisation des transports urbains ;
- la politique du logement étudiant ;
- les pistes cyclables ;
- les archives.

### Régime fiscal et budget
La communauté de communes est un établissement public de coopération intercommunale (EPCI) à fiscalité propre. Elle est sous le régime de la fiscalité professionnelle unique.
L'établissement perçoit la dotation globale de fonctionnement (DGF). En revanche elle ne perçoit pas la dotation de solidarité communautaire  (DSC), la redevance d'enlèvement des ordures ménagères (REOM) et la taxe d'enlèvement des ordures ménagères (TEOM).

### Identité visuelle

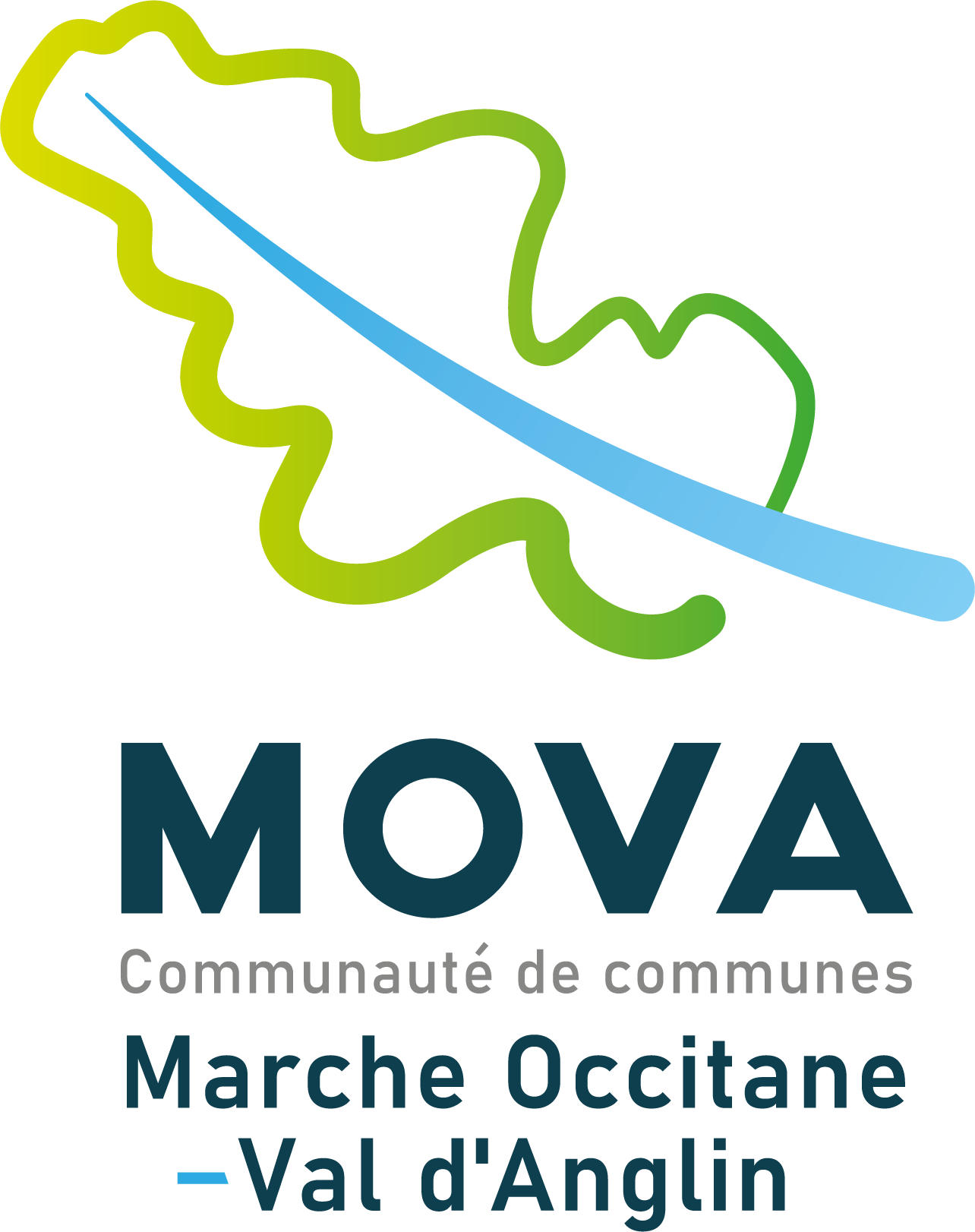
Logotype de la communauté de communes Marche occitane-Val d'Anglin depuis 2023

Logos successifs de la communauté de communes.

Le logo de 2013 à 2023.